# Volker Weidler
Volker Weidler (nascut la data de 18 martie 1962, in Heidelberg, Germania) este un fost pilot de curse, cea mai buna performanta fiind castigarea in 1991 a Cursei de 24 de ore de la Le Mans.

## Cariera în Formula 1
| Sezon | Echipă                      | Puncte      | Loc clasament general |
| ----- | --------------------------- | ----------- | --------------------- |
| 1989  | Rial Racing                 | 0           | -                     |
| 1990  | Tyrrell Racing Organisation | Pilot teste | -                     |
| 1991  | Braun Tyrrell Honda         | Pilot teste | -                     |